# Liste der Naturdenkmale in Mülheim an der Ruhr

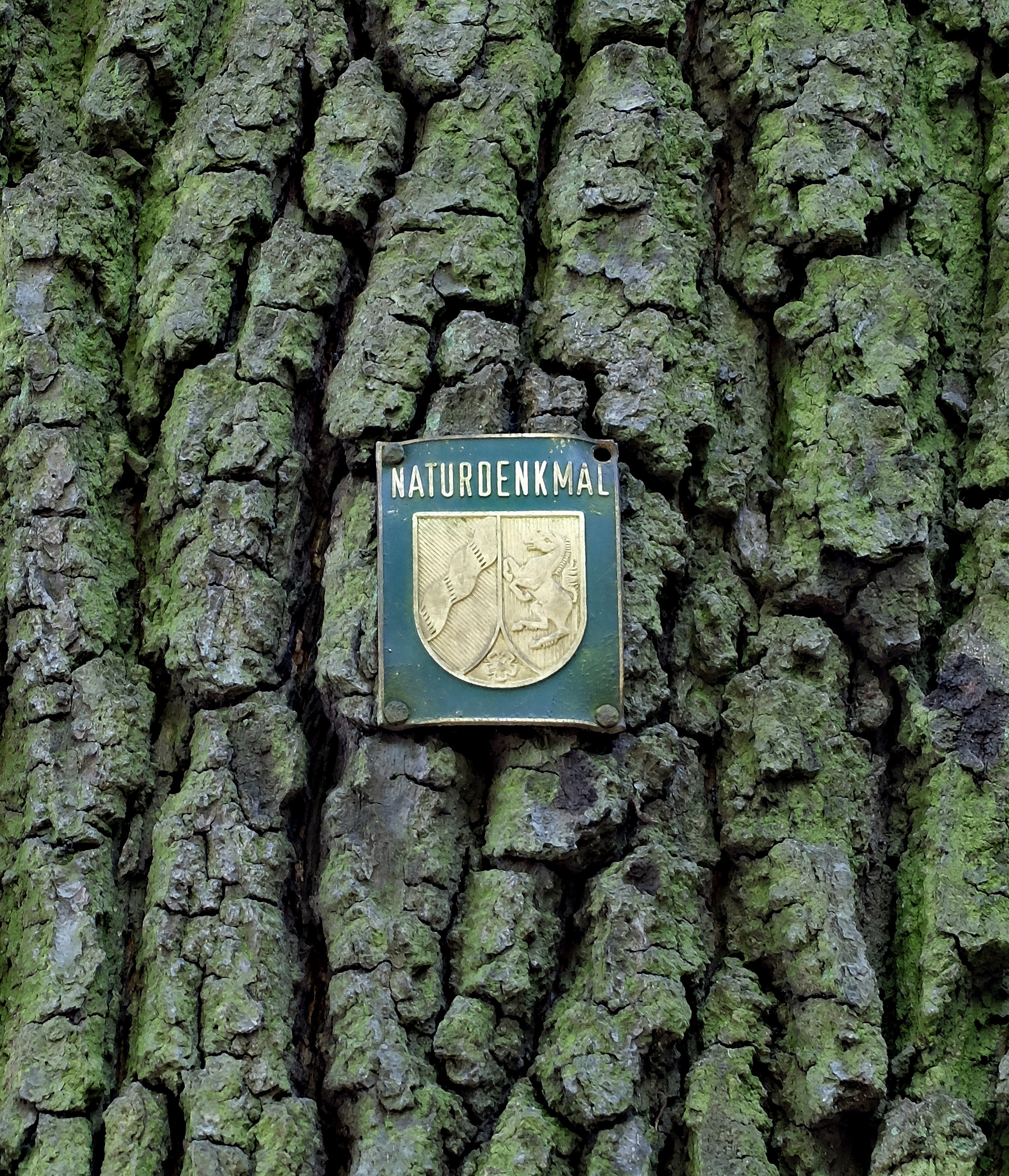
Naturdenkmal-Plakette an einer Rotbuche (Nachbarsweg, Mülheim a.d. Ruhr)

Die Liste der Naturdenkmale in Mülheim an der Ruhr enthält die Naturdenkmale, die im Landschaftsplan (Abschnitt C 2.3.2, Besondere Festsetzungen für Naturdenkmale) der Stadt Mülheim an der Ruhr festgelegt wurden.

## Liste
| Bild | Festsetzungsnummer | Anzahl | Was                                         | Bemerkung | Lage | Koordinaten                   |
| ---- | ------------------ | ------ | ------------------------------------------- | --- | --- | ----------------------------- |
|      | 2.3.2.1            | 1      | Roteiche – Quercus robur                    | 1 Roteiche mit einem Stammumfang von 340 cm und einer Höhe von ca. 25 m | westlicher Teil des Parks Solbad Raffelberg                                                                              | 51° 26′ 25″ N, 6° 49′ 12″ O   |
|      | 2.3.2.2            | 1      | Platane – Platanus spec.                    | Stammumfang 411 cm, Höhe ca. 25 m. Der Baum verzweigt sich in ca. 2,5 m Höhe in 7 Leittriebe (durchgewachsener Kopfbaum).                                                                   | westlicher Teil des Parks Solbad Raffelberg                                                                              | 51° 26′ 26″ N, 6° 49′ 14″ O   |
|      | 2.3.2.3            | 1      | Götterbaum – Ailanthus altissima            | Stammumfang 270 cm, Höhe ca. 15 m. Der Baum verzweigt sich in einer Höhe von ca. 2 m in 3 Leittriebe.                                                                                       | am nördlichen Rand des Parks Solbad Raffelberg                                                                           | 51° 26′ 27″ N, 6° 49′ 19″ O   |
|      | 2.3.2.4            | 1      | Platane – Platanus spec.                    | Stammumfang 346 cm, Höhe ca. 25 m | Park Solbad Raffelberg                                                                                                   | 51° 26′ 25″ N, 6° 49′ 20″ O   |
|      | 2.3.2.5            | 3      | Krimlindengruppe – Tilia euchlora           | Stammumfänge von 191 cm, 218 cm und 220 cm und Höhen von ca. 25 m. | Park Solbad Raffelberg nördlich des Teiches                                                                              | 51° 26′ 24″ N, 6° 49′ 20″ O   |
|      | 2.3.2.6            | 2      | Trompetenbaum-Gruppe – Catalpa bignonioides | Stammumfängen von 287 cm und 302 cm und einer Höhe von ca. 12 m | am nördlichen Rand des Parks Solbad Raffelberg westlich der Treppenanlage                                                | 51° 26′ 26″ N, 6° 49′ 27″ O   |
|      | 2.3.2.7            | 1      | Schwarzpappel Populus nigra                 | Stammumfang 518 cm, Höhe ca. 25 m; Der Baum verzweigt sich in ca. 2 m Höhe in zwei Leittriebe. In der Baumkrone befinden sich eine Vielzahl von Misteln                                     | nördlich der Teichbrücke im Park Solbad Raffelberg. ND wurde 2015 gefällt                                                | Koordinaten fehlen! Hilf mit. |
|      | 2.3.2.8            | 3      | Rosskastanien-Gruppe Aesculus hippocastanum | 3 Rosskastanien-Hybriden mit geschlossen aufrecht wachsenden Kronen, Stammumfängen von 425 cm, 350 cm und 320 cm und Höhen von ca. 20 m.                                                    | im östlichen Teil des Parkes des Parks Solbad Raffelberg                                                                 | 51° 26′ 25″ N, 6° 49′ 24″ O   |
|      | 2.3.2.9            | 1      | Platane – Platanus spec.                    | Stammumfang 399 cm, Höhe ca. 25 m; Der Baum verzweigt sich ab einer Höhe von ca. 2,5 m mehrfach                                                                                             | am nördlichen Rand des Teiches im Park des Parks Solbad Raffelberg                                                       | 51° 26′ 24″ N, 6° 49′ 25″ O   |
|      | 2.3.2.10           | 1      | Platane – Platanus spec.                    | Stammumfang 406 cm, Höhe ca. 25 m; Der Baum verzweigt sich in ca. 3,5 m Höhe in 4 Leittriebe (durchgewachsener Kopfbaum).                                                                   | am östlichen Rand des Teiches im Park Solbad Raffelberg                                                                  | 51° 26′ 23″ N, 6° 49′ 28″ O   |
|      | 2.3.2.11           | 4      | Findlingsgruppe                             | 60 cm × 60 cm × 50 cm; 65 cm × 40 cm × 50 cm; 55 cm × 70 cm × 35 cm; 150 cm × 150 cm × 50 cm (Quarzit)                                                                                      | an der Schleuse Raffelberg (20 m südlich des Osttores), Ruhrorter Straße.                                                | 51° 26′ 27″ N, 6° 49′ 39″ O   |
|      | 2.3.2.12           | 1      | Quarzit-Findling                            | 170 cm × 130 cm × 100 cm | westlich der Birkenstraße in der Grünanlage Nähe Speldorfer Ehrenmal                                                     | 51° 25′ 38″ N, 6° 49′ 30″ O   |
|      | 2.3.2.13           | 11     | Stieleichengruppe Quercus robur             | 11 efeubewachsene Eichen; Stammumfänge von 155 cm bis 310 cm; Höhe von ca. 10–15 m | südliche Böschung an der Walkmühlenstraße östlich der Wetzmühle.                                                         | 51° 25′ 30″ N, 6° 54′ 18″ O   |
|      | 2.3.2.14           | 3      | Rotbuchen-Gruppe – Fagus sylvatica          | Stammumfänge von 325 cm, 412 cm und 430 cm. | im westlichen Waldteil des Oppsprings.                                                                                   | 51° 25′ 19″ N, 6° 54′ 5″ O    |
|      | 2.3.2.15           | 1      | Blutbuche Fagus sylvatica spec.             | Stammumfang 396 cm, Höhe von ca. 15 m | im Garten des Hauses Riemelsbeck 72                                                                                      | 51° 25′ 17″ N, 6° 56′ 8″ O    |
|      | 2.3.2.16           | 1      | Blutbuche Fagus sylvatica spec.             | Stammumfang 322 cm, Höhe ca. 20 m | im Garten des Hauses Riemelsbeck 80                                                                                      | 51° 25′ 13″ N, 6° 56′ 12″ O   |
|      | 2.3.2.17           | 2      | Rotbuchen-Gruppe Fagus sylvatica            | mehrstämmig; Stammumfänge je 450 cm; Höhe je ca. 25 m. ND bestand ursprünglich aus 3 Bäumen. 2015 musste ein Baum aufgrund von Pilzbefall gefällt werden.                                   | nördlich der Kapelle auf dem Speldorfer Friedhof, Friedhofstraße 209 / Tannenstraße                                      | 51° 24′ 55″ N, 6° 49′ 51″ O   |
|      | 2.3.2.18           | 1      | Rotbuche Fagus sylvatica                    | Stammumfang 344 cm, Höhe ca. 25 m. Der Stamm teilt sich in ca. 2 m Höhe in 2 Leittriebe (Zwille).                                                                                           | nördlich des Uhlenhorstweges, östlich der Tannenstraße                                                                   | 51° 24′ 40″ N, 6° 49′ 47″ O   |
|      | 2.3.2.19           | 5      | Findlingsgruppe                             | Findlinge mit den Abmessungen 220 cm × 180 cm × 30 cm (Quarzit), 75 cm × 25 cm × 50 cm (2 Stück), 45 cm × 45 cm × 50 cm (2 Stück)                                                           | auf dem Ehrenfriedhof an der Straße Am Großen Berg                                                                       | 51° 24′ 47″ N, 6° 50′ 35″ O   |
|      | 2.3.2.20           | 1      | Blutbuche Fagus sylvatica f. purpurea       | Stammumfang 360 cm, Höhe ca. 25 m, Stamm ist mit zahlreichen Wegmarken bemalt. | im Witthausbusch am Englischen Garten/ Virchowstraße                                                                     | 51° 24′ 57″ N, 6° 53′ 50″ O   |
|      | 2.3.2.21           | 1      | Rotbuche                                    | Stammumfang 375 cm, Höhe ca. 25 m | im Witthausbusch am Englischen Garten                                                                                    | Koordinaten fehlen! Hilf mit. |
|      | 2.3.2.22           | 1      | Sumpfzypresse Taxodium distichum            | Stammumfang 160 cm, Höhe ca. 25 m | im südlichen Teil des Witthausbusches im Ententeich                                                                      | 51° 24′ 42″ N, 6° 53′ 46″ O   |
|      | 2.3.2.23           | 1      | Pappel Populus spec.                        | Stammumfang 468 cm, Höhe ca. 25 m | an der Zeppelinstraße 179.                                                                                               | 51° 24′ 55″ N, 6° 55′ 1″ O    |
|      | 2.3.2.24           | 5      | Stieleichen-Gruppe Quercus robur            | Stammumfänge 208 cm, 220 cm, 243 cm, 269 cm und 325 cm; Höhe ca. 15 m. | nördlich des Nachbarsweges, am Bühlsbach                                                                                 | 51° 24′ 21″ N, 6° 51′ 35″ O   |
|      | 2.3.2.25           | 1      | Esskastanie Castanea sativa                 | Stammumfang 370 cm, Höhe ca. 20 m | auf dem Hof Osterfeld, Wöllenbeck 85                                                                                     | 51° 24′ 17″ N, 6° 55′ 10″ O   |
|      | 2.3.2.26           | 5      | Eschen-Gruppe Fraxinus excelsior            | Stammumfänge von 195 cm bis 280 cm; Höhe ca. 15 m; efeuberankt | an der Berger Straße, südöstlich des Hauses Nr. 11                                                                       | 51° 24′ 8″ N, 6° 54′ 6″ O     |
|      | 2.3.2.27           | 1      | Ginkgo biloba                               | Stammumfang 312 cm, Höhe ca. 15 m | auf dem Grundstück des Hauses Berger Straße 19                                                                           | 51° 24′ 6″ N, 6° 54′ 10″ O    |
|      | 2.3.2.28           | 13     | Rotbuchen-Reihe Fagus sylvatica             | 13 Rotbuchen mit Stammumfängen von (Südost nach Nordwest) 433 cm, 245 cm, 310 cm, 303 cm, 276 cm, 326 cm, 275 cm, 228 cm, 253 cm, 303 cm, 280 cm, 264 cm und 264 cm und Höhen von ca. 20 m. | westlich des Nachbarsweges, am Schengerholzbach                                                                          | 51° 24′ 2″ N, 6° 51′ 14″ O    |
|      | 2.3.2.29           | 1      | Rotbuche                                    | Stammumfang 402 cm, Höhe ca. 25 m; ab 8 m Höhe 2 Leittriebe | auf dem Grundstück Nachbarsweg 158.                                                                                      | 51° 23′ 58″ N, 6° 51′ 13″ O   |
|      | 2.3.2.30           | 1      | Eschen-Gruppe Fraxinus excelsior            | ein zweistämmiger Baum mit Stammumfängen von 230 cm und 268 cm und um einen Baum mit einem Stammumfang von 250 cm und Höhen von ca. 20 m                                                    | am Bach auf dem katholischen Friedhof an der Landsberger Straße.                                                         | 51° 23′ 55″ N, 6° 52′ 54″ O   |
|      | 2.3.2.31           | 1      | Buchsbaum Buxus sempervirens                | Strauchumfang von 820 cm | im Garten des Hauses Bollenberg 74, Biohof Felchner.                                                                     | 51° 23′ 53″ N, 6° 55′ 32″ O   |
|      | 2.3.2.32           |        | Eibe Taxus baccata                          | Stammumfang 165 cm, Höhe ca. 8 m | im hinteren Garten des Hauses Bollenberg 74, Biohof Felchner.                                                            | 51° 23′ 53″ N, 6° 55′ 33″ O   |
|      | 2.3.2.33           |        | Robinie                                     | Stammumfang 328 cm, Höhe ca. 15 m | im Garten des Hauses Bollenberg 74, Biohof Felchner.                                                                     | 51° 23′ 52″ N, 6° 55′ 30″ O   |
|      | 2.3.2.34           | 1      | Stechpalme Ilex aquifolium                  | Höhe ca. 10 m | südlich des Hauses Bollenberg 76                                                                                         | 51° 23′ 50″ N, 6° 55′ 39″ O   |
|      | 2.3.2.35           |        | Findling                                    | Abmessungen 210 cm × 190 cm × 60 cm. | im Gutshof Haus Rott an der Markenstraße                                                                                 | Koordinaten fehlen! Hilf mit. |
|      | 2.3.2.36           | 2      | Rosskastanien-Gruppe Aesculus hippocastanum | Stammumfang 335 cm und 381 cm, Höhe ca. 20 m | im Garten des Hauses Mendener Str. 191                                                                                   | 51° 23′ 44″ N, 6° 54′ 8″ O    |
|      | 2.3.2.37           | 2      | Esskastanien-Gruppe Castanea sativa         | Stammumfang 354 cm und 472 cm, Höhe ca. 20 m | an dem Gehöft Mendener Straße 218                                                                                        | 51° 23′ 31″ N, 6° 54′ 12″ O   |
|      | 2.3.2.38           | 1      | Esskastanie Castanea sativa                 | Stammumfang 400 cm, Höhe ca. 15 m | östlich des Hauses Klingenburgstraße 40                                                                                  | 51° 23′ 33″ N, 6° 55′ 53″ O   |
|      | 2.3.2.39           | 1      | Findling                                    | 120 cm × 30 cm × 50 cm großen Findlingsblock (Prellstein einer früheren Hofzufahrt); Gesteinsart ist wahrscheinlich Syenit                                                                  | östlich der Hofzufahrt zum Blumerhof am Saalsweg (derzeit fast vollständig zugeschüttet und unter einer Hecke versteckt) | Koordinaten fehlen! Hilf mit. |
|      | 2.3.2.40           | 63     | Kopfbaum-Reihe – Salix fragilis, S. alba    | 63 Kopfbäume; tlw. sehr alt; tlw. Rindenschäden | am Schmielenweg, entlang der Wege und Gräben um eine Weidefläche                                                         | 51° 22′ 55″ N, 6° 51′ 24″ O   |
|      | 2.3.2.41           | 1      | Esskastanie Castanea sativa                 | Stammumfang 376 cm, Höhe ca. 20 m | nördlich der Straße Mühlenbergheide, östlich der Straße Fährbaum                                                         | 51° 22′ 57″ N, 6° 51′ 8″ O    |
|      | 2.3.2.42           | 1      | Findling                                    | 170 cm × 160 cm × 92 cm großer Granit mit grobkörnigen Adern (GEOSchOb-Kataster NRW Nr. 4607-021)                                                                                           | nördlich der Straße Mühlenbergheide, östlich der Straße Fährbaum. Liegt in einer Baumgruppe.                             | 51° 22′ 52″ N, 6° 51′ 7″ O    |
|      | 2.3.2.43           | 10     | Kopfweiden-Reihe Salix spec.                | Stammumfang 170 cm – 300 cm | südlich der Straße Mühlenbergheide, am Theodor-Fliedner-Werk                                                             | 51° 22′ 44″ N, 6° 51′ 37″ O   |
|      | 2.3.2.44           | 1      | Traubeneiche Quercus petraea                | Stammumfang 315 cm, Höhe ca. 20 m | östlich der Straße Eschenbruch, am Försterhaus                                                                           | Koordinaten fehlen! Hilf mit. |
|      | 2.3.2.45           | 4      | Kopfweiden-Reihe Salix spec.                | Stammumfang 320 cm bis 360 cm | nördlich der Mintarder Höfe am Mühlenbach                                                                                | Koordinaten fehlen! Hilf mit. |
|      | 2.3.2.46           | 1      | Ginkgo biloba                               | Stammumfang 283 cm, Höhe ca. 9 m | im Garten des Staader Hofes an der Mendener Str. 280                                                                     | 51° 22′ 55″ N, 6° 54′ 17″ O   |
|      | 2.3.2.47           | 2      | Rosskastanien-Gruppe Aesculus hippocastanum | Stammumfang 288 cm und 319 cm; Höhe jeweils ca. 20 m | im Staader Hof, Mendener Straße 280                                                                                      | 51° 22′ 56″ N, 6° 54′ 19″ O   |
|      | 2.3.2.48           | 2      | Platanen-Gruppe Platanus spec.              | Stammumfang 309 cm und 343 cm, Höhe jeweils ca. 25 m | im Staader Hof, Mendener Straße 280                                                                                      | 51° 22′ 55″ N, 6° 54′ 19″ O   |
|      | 2.3.2.49           | 28     | Kopfweiden-Reihe Salix spec.                | 28 Kopfweiden mit Stammumfängen von 120 cm bis 300 cm. | zwischen Blaspiller Weg und Stooter Straße                                                                               | 51° 22′ 15″ N, 6° 52′ 43″ O   |
|      | 2.3.2.50           | 1      | Eibes Taxus baccata                         | Stammumfang 255 cm, Höhe ca. 10 m | östlich der August-Thyssen-Straße, am ehemaligen Bahndamm Mintard                                                        | 51° 22′ 8″ N, 6° 54′ 18″ O    |
|      | 2.3.2.51           | 2      | Rotbuchen-Gruppe Fagus sylvatica            | Stammumfang von 390 cm und 381 cm, Höhe ca. 25 m | zwischen der Straße In der Drucht und der BAB 3, südlich des ehemaligen Erzbergwerkes                                    | 51° 21′ 30″ N, 6° 49′ 51″ O   |